# Železniční doprava v Albánii

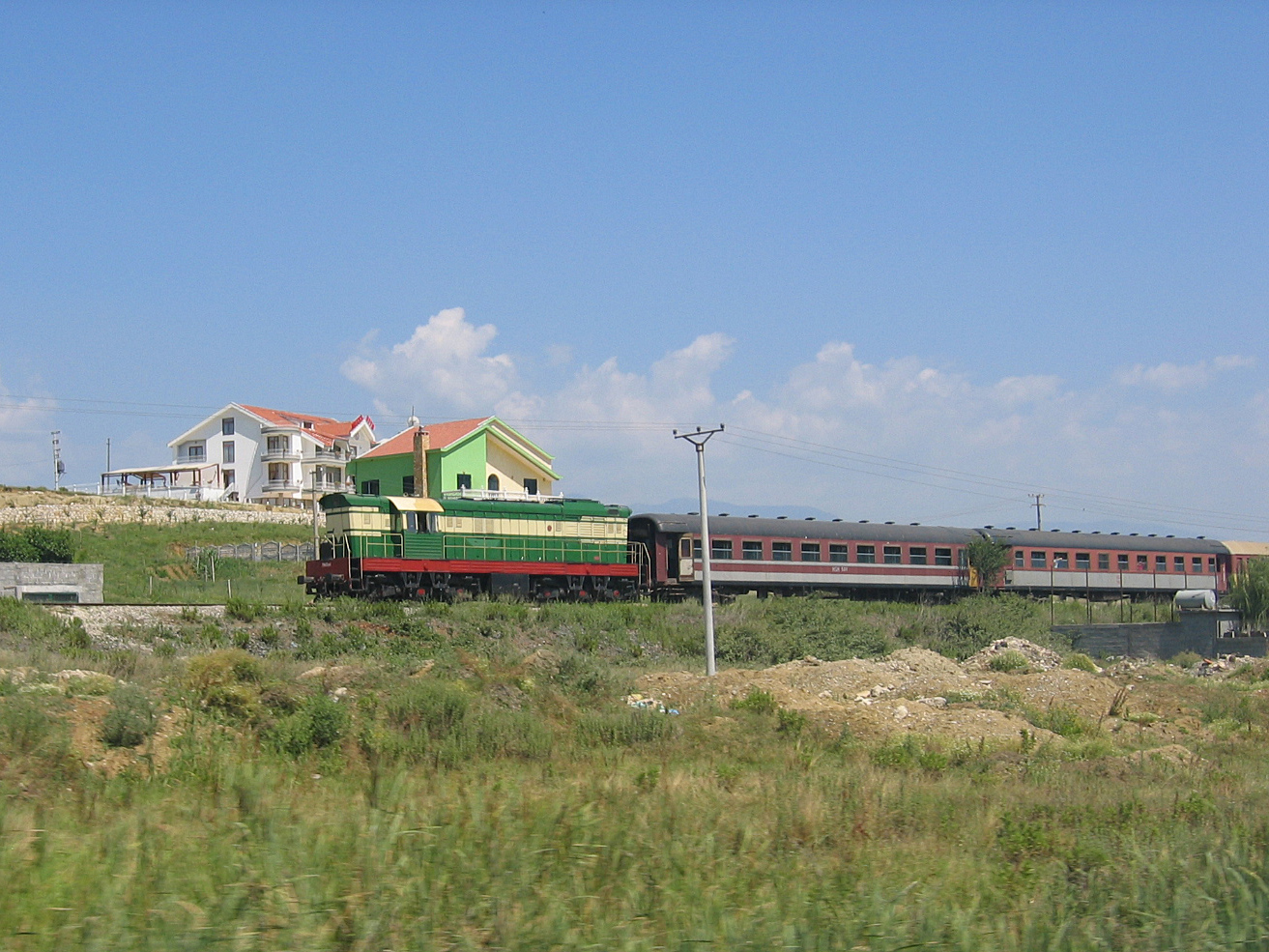
Československá lokomotiva T 669 na albánské trati

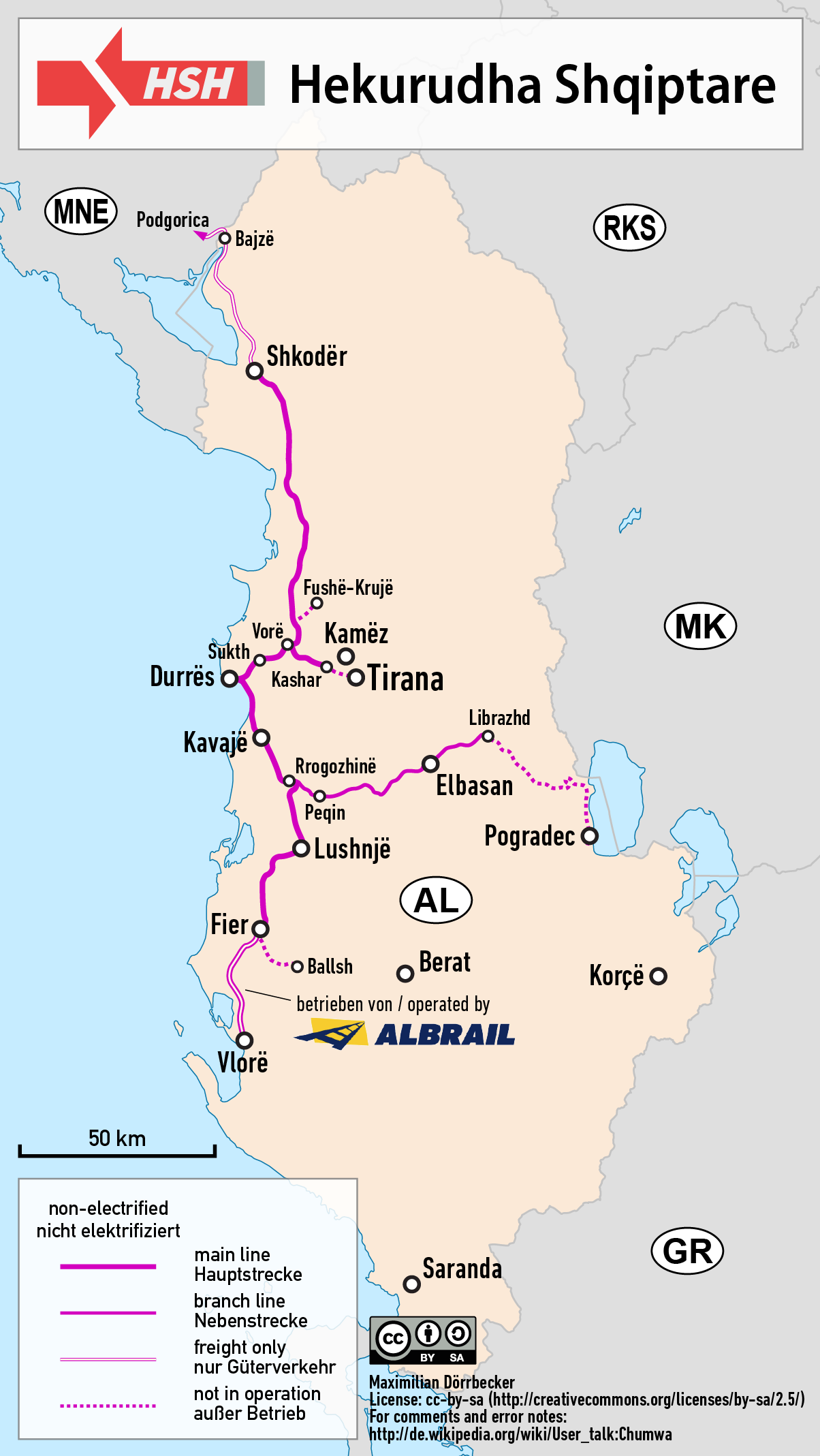

Železniční doprava v Albánii patří k nejmladším železnicím v Evropě. Její páteř tvoří trať na jaderském pobřeží s jedinou delší odbočkou procházející náročným horským terénem z Drače (Durrës) do Pogradece. Albánská železniční síť (mimo dnes[kdy?] nefungující úzkokolejky) je dlouhá 447 km a je zcela bez elektrizace. Maximální dosahovaná rychlost se na většině tratí pohybuje mezi 35 a 50 km v hodině.

## Historie sítě
Albánská železniční síť se začala budovat v roce 1917. Nicméně v meziválečném období se jednalo jen o železnici úzkorozchodnou určenou především pro přepravu vytěžených surovin do přístavu Vlorë. Teprve v roce 1947 byl otevřen první úsek trati s normálním rozchodem kolejí a byla zahájena přeprava osob. Rozvoj železniční sítě v Albánii pokračoval až do 80. let. 
V roce 1984 byla dobudována spojka do Černé Hory a Albánie se tak napojila na evropskou železniční síť. Toto železniční spojení nejvíce utrpělo vandalizmem za nepokojů v letech 1991 a 1997. Mezi lety 1991 a 1996 byla proto trať do Černé Hory uzavřena. Znovu byla uzavřena od roku 1997. Provoz nákladní dopravy byl obnoven v březnu 2003. Od roku 2012 je však uzavřena kvůli technickému stavu infrastruktury.

## Aktuální provoz
Podle jízdních řádů z oficiálního webu hekurudha.al jezdily v červenci 2025 pravidelné osobní vlaky pouze v úseku z Durrës (provizorní stanice Plazh, hlavní nádraží je v rekonstrukci, stejně jako trať do Tirany) do Peqinu (4x týdně, v pátek, v sobotu, v neděli a pondělí), od března do června jezdil také každé úterý vlak Skhodër - Gjormë.
Trať Durrës - Tiranë je momentálně[kdy?] v rekonstrukci (jejíž součástí je i elektrizace a výstavba nového terminálu na okraji Tirany) a podle aktuálních[kdy?] odhadů má být otevřena na podzim roku 2026.
V rekonstrukci je také úsek mezi Rrogozhinë (na trati Durrës - Elbasan - Pogradec) a Fierem, který je nutný pro plánované obnovení osobní dopravy až do konečné stanice Vlorë. Úsek Fier - Vlorë byl modernizován už v roce 2018 a jezdí na něm nákladní vlaky dopravce Albrail.

## Vozový park
Od počátku se albánská železnice potýkala s nedostatkem vozidel. První parní lokomotivy získala darem ze SSSR, další vozidla pak z větší části barterovým obchodem. Tak se dnes[kdy?] v Albánii můžeme v provozu setkat z osobními vagony z Číny. Československo, jakožto významný zahraniční obchodní partner Albánie, dodalo 72 dieselových lokomotiv ČKD, nejvíce (62 kusů) typu T 669.1 (zbylé jsou ve službě dodnes[kdy?]). V dnešní době[kdy?] obměna vozového parku probíhá především nákupem vyřazených vozidel od francouzských, italských, německých či rakouských železnic.